# أديتوكومبو مكورماك
فريدريك أديتوكومبو مكورماك (بالإنجليزية: Frederick Adetokumboh M'Cormack)‏ (مواليد 27 فبراير 1982)، هُو مُمثل سيراليوني شارك في عدة مُسلسلات أمريكية أبرزها كان مسلسل لوست وهيروز.

## وصلات خارجية
- أديتوكومبو مكورماك في قاعدة بيانات الأفلام على الإنترنت